# Plantator

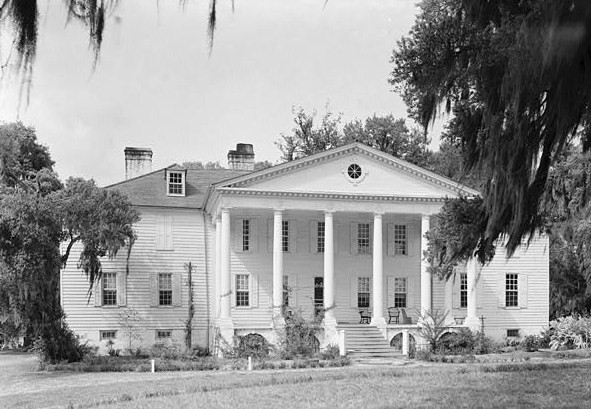
Reședința plantatorului Daniel Horry din California de Sud prin 1740

Un plantator era  proprietarul unei plantații situată de regulă în regiunile calde, tropicale sau subtropicale. El folosea pe plantații munca ieftină a sclavilor. De obicei plantațiile constau din monoculturi de tutun, indigo, bumbac, orez, sau trestie de zahăr. Asemenea plantații se găseau în colonii, sau în Statele din Sud din SUA unde munca sclavilor s-a sistat după Războiul Civil American (1861–1865).